# 长柄地不容
长柄地不容（学名：Stephania longipes）为防已科千金藤属的植物，是中国的特有植物。分布在中国大陆的云南等地，生长于海拔1,500米至2,200米的地区，多生长在灌丛中或石缝中，目前尚未由人工引种栽培。
其种加词“Longipes”意为“长梗的”，“长柄的”。